# Ф. Ж. Оссанг
Ф. Ж. Оссанг (фр. F. J. Ossang; настоящее имя неизвестно, род. 7 августа 1956 года) — французский кинорежиссёр, писатель.

## Биография
Изучал право и философию (1974—1976). Был главным редактором литературного журнал ЕЭС (1977—1979). В 1980 создал панк-группу «MKB Fraction Provisoire», выпустил 9 альбомов. Опубликовал около десяти книг (романы, стихотворения, путевые заметки). Поставил и написал сценарий к пяти короткометражкам и трём полнометражным лентам, в их число входят «Дело дивизий Моритури» (1984) и «Доктор Шанс» (1998).
В 2007 году был членом жюри Каннского фестиваля в рубрике «короткометражное кино». В РФ стал известен после участия в четвёртом фестивале Меридианы Тихого, ежегодно проводящемся среди стран Азиатско-Тихоокеанского региона во Владивостоке.
Оссанг был специально приглашённым режиссёром для съёмок короткометражного фильма «Владивосток» по сценарию, который написал российский школьник Тихон Макаров.
В 2008 году участвовал с фильмом «Затмение» во внеконкурсной программе Каннского фестиваля в рамках проекта «Двухнедельник режиссёров».
Одна из его последних работ «Молчание» получила Приз Жана Виго за лучший короткометражный фильм. Первый обладатель премии «За независимый дух» на кинофестивале Palic, проходящем в Сербии.

## Ф. Ж. Оссанг в кинематографе
Ф. Ж. обладает своим неповторимым стилем передачи кинематографического действия, индивидуальностью творческого мироощущения. Особенностью его стиля является использование специального фильтра IRIS, что придаёт картинке нереальное, почти иллюзорное изображение.
Кроме кинематографических приёмов, в своих фильмах Оссанг применяет и литературные. Так, в полнометражных проектах (например, в картине «Доктор Шанс») нередко используются аллюзии. В фильме «Доктор Шанс» герои читают книги запрещённого австрийского поэта Георга Тракля, чтобы потом посетить одноимённого фармацевта и приобрести у него эликсир любви; по стенам развешаны постеры фильмов Мурнау и написаны названия популярнейших рок-групп.

## Фильмография
- 1982 — La Derniére Enigme
- 1983 — Zona Inquinata
- 1985 — L’Affaire Des Divisions Morituri
- 1990 — Le Trésor Des Iles Chiennes
- 1997 — Доктор Шанс / Docteur Chance
- 2007 — Тишина / Silencio
- 2008 — Погасшее небо / Ciel éteint!
- 2008 — Владивосток / Vladivostok
- 2010 — Dharma Guns (La succession Starkov)
- 2018 — «9 пальцев» (фр.)